# Кадубовецька сільська рада
Кадубове́цька сільська́ ра́да — адміністративно-територіальна одиниця в Чернівецькому районі Чернівецької області. Орган місцевого самоврядування в Кадубовецькій сільській громаді. Адміністративний центр — Кадубівці.

## Загальні відомості
- Населення ради: 3 285 осіб (станом на 2017 рік)

## Населені пункти
Сільській раді були підпорядковані населені пункти:
- с. Кадубівці

## Склад ради
Станом на 2025 рада складається з 22 депутатів та голови.
- Голова ради: Катеринчук Микола Дмитрович
- Секретар ради: Лісова Орися Богданівна

У 2015 році Кадубовецька сільська рада складалася з 14 депутатів та голови.
- Голова ради: Ткачук Ілля Дмитрович
- Секретар ради: Нестерюк Василь Іванович

### Керівний склад попередніх скликань
Примітка: таблиця складена за даними сайту Верховної Ради України

### Депутати
За результатами місцевих виборів 2010 року депутатами ради стали:

#### За суб'єктами висування
| Суб'єкт висування | Кількість обраних депутатів | %   |
| ----------------- | --------------------------- | --- |
| Самовисування     | 14                          | 100 |

#### За округами
| № округу | Прізвище, ім'я, по батькові    | Дата визнання обраним | Освіта             | Партійна приналежність                | Відомості про обраного депутата                                             |
| -------- | ------------------------------ | --------------------- | ------------------ | ------------------------------------- | --------------------------------------------------------------------------- |
| 1        | Мудрак Валерій Дмитрович       | 03.11.2015            | середня            | позапартійний                         | приватний підприємець                                                       |
| 2        | Нестерюк Василь Іванович       | 03.11.2015            | вища               | позапартійний                         | Кадубовецька сільська рада, секретар виконкому                              |
| 3        | Сірий Андрій Іванович          | 03.11.2015            | середня            | позапартійний                         | тимчасово не працює                                                         |
| 4        | Лаб’як Василь Васильович       | 03.11.2015            | вища               | позапартійний                         | приватний підприємець                                                       |
| 5        | Українець Михайло Іванович     | 03.11.2015            | середня спеціальна | позапартійний                         | Філія Чернівецького обласного управління АТ "Ощадбанк", головний спеціаліст |
| 6        | Гуменюк Валерій Васильович     | 03.11.2015            | середня спеціальна | позапартійний                         | ТзОВ "Мрія Сервіс", оператор АЗС                                            |
| 7        | Ситник Марія Петрівна          | 03.11.2015            | середня спеціальна | позапартійна                          | Кадубовецька сільська рада, діловод                                         |
| 8        | Звоздецький Юрій Іванович      | 03.11.2015            | середня спеціальна | позапартійний                         | тимчасово не працює                                                         |
| 9        | Москалюк Степан Юрійович       | 03.11.2015            | середня спеціальна | позапартійний                         | тимчасово не працює                                                         |
| 10       | Воєвідко Олександр Степанович  | 03.11.2015            | вища               | член Політичної партії «Наша Україна» | Фермерське господарство «Колос-К», голова                                   |
| 11       | Стрілецький Олександр Іванович | 03.11.2015            | вища               | позапартійний                         | тимчасово не працює                                                         |
| 12       | Тарновецький Микола Дмитрович  | 03.11.2015            | середня спеціальна | позапартійний                         | тимчасово не працює                                                         |
| 13       | Петрусяк Андрій Вікторович     | 03.11.2015            | вища               | позапартійний                         | Кіцманська ЦРЛ, Заввідуючий баклабараторією                                 |
| 14       | Воєвідко Марія Юріївна         | 03.11.2015            | вища               | член Політичної партії "Сила людей"   | Заставнівська школа мистецтв                                                |

## Населення
Згідно з переписом УРСР 1989 року чисельність наявного населення сільської ради становила 3222 особи, з яких 1490 чоловіків та 1732 жінки.
За переписом населення України 2001 року в сільській раді мешкали 3283 особи.

### Мова
Розподіл населення за рідною мовою за даними перепису 2001 року:
| Мова       | Відсоток |
| ---------- | -------- |
| українська | 99,60 %  |
| російська  | 0,33 %   |
| румунська  | 0,03 %   |